# Marko Pajač
Marko Pajač (Zagreb, 11 de mayo de 1993) es un futbolista croata que juega de centrocampista en el N. K. Lokomotiva de la Primera Liga de Croacia.

## Trayectoria
Pajač comenzó su carrera jugando en las inferiores juveniles de Varaždin, con quien firmó un contrato de beca en julio de 2010. Hizo su debut para el primer equipo contra Lusitanos el 30 de junio de 2011 en la primera ronda de clasificación de la Liga Europa de la UEFA 2011-12 como sustituto de la segunda mitad. Varaždin ganó el partido por 5-1, con Pajač expulsado en el tiempo de descuento por una falta. El mes siguiente, Pajač firmó un contrato profesional con Varaždin. Después de que Varaždin fuera expulsado del Prva HNL 2011-12, Pajač firmó un contrato de cinco años con Lokomotiva en junio de 2012. 
El 29 de agosto de 2014, Pajač firmó un contrato de tres años con el club húngaro Videoton.

### Características técnicas
Pajac es un mediocampista, solía jugar en el exterior del centro del campo con tres pero que también puede actuar en una posición central. Rápido con la pelota, está equipado con disparo desde media distancia fuerte y preciso: goles marcados desde treinta metros. Él ve el juego bien y es disciplinado tácticamente.

## Estadísticas

### Clubes
| Club                          | País      | Año       | Partidos | Goles |
| ----------------------------- | --------- | --------- | -------- | ----- |
| N. K. Varaždin                | Croacia   | 2011-2012 | 11       | 0     |
| Radnik Sesvete                | Croacia   | 2012-2013 | 24       | 5     |
| N. K. Lokomotiva              | Croacia   | 2013-2014 | 18       | 1     |
| Videoton F. C.                | Hungría   | 2014-2015 | 9        | 0     |
| N. K. Celje                   | Eslovenia | 2015-2016 | 23       | 5     |
| Cagliari Calcio               | Italia    | 2016-2021 | 5        | 0     |
| Benevento Calcio (cedido)     | Italia    | 2016-2017 | 16       | 1     |
| A. C. Perugia Calcio (cedido) | Italia    | 2017-2018 | 39       | 0     |
| Empoli F. C. (cedido)         | Italia    | 2019      | 10       | 2     |
| Genoa C. F. C. (cedido)       | Italia    | 2019-2020 | 12       | 0     |
| Brescia Calcio                | Italia    | 2021-2022 | 58       | 3     |
| Genoa C. F. C.                | Italia    | 2022-2023 | 11       | 0     |
| A. C. Reggiana 1919           | Italia    | 2023-2024 | 13       | 0     |
| N. K. Lokomotiva              | Croacia   | 2024-     | 20       | 0     |
| Total                         |           |           | 269      | 17    |